# Stat terorist
Stat terorist este statul care folosește metode de lupta neconvenționale folosire pentru atingerea unor obiective politice. El se bazează pe acte de violență spectaculară acționate asupra unor populații neimplicate în mod direct în conflict dar cu potențial de presiune asupra conducerii, câteodată conducerea face acte de terorism asupra populației (stat, organizații, categorii sociale sau, împotriva unui grup de persoane civile) în sensul scontat de teroriști - producerea unui efect psihologic generalizat de panică și intimidare, augmentat de folosirea manipulativă a mass-mediei, cu scopul atingerii unui obiectiv greu de realizat prin mijloace democratice sau convenționale.
Un exemplu recent îl constituie Rusia care, în urma invaziei în Ucraina din 2022, a fost declarată stat terorist de către Lituania, SUA, Letonia, Ucraina și Parlamentul European.